# Johann Christian Schickhardt
Johann Christian Schickhardt   (Brunsvic, 1680 - Leiden, 1762), també escrit Schikardt,fou un compositor i intèrpret d'instruments de fusta alemany.

## Biografia
Schickhardt va néixer a Braunschweig (Brunsvic) i va rebre educació musical a la cort de Braunschweig-Wolfenbüttel gràcies al suport d'August Guillem, el tercer fill i hereu d'Antoni Ulric de Brunsvic-Lüneburg. En la primera dècada del segle xviii, va treballar als Països Baixos i es va associar amb Frederic de Hesse-Cassel, Enriqueta Amàlia d'Anhalt-Dessau (filla de Joan Jordi II d'Anhalt-Dessau i vídua d'Enric Casimir II de Nassau-Dietz) i el seu fill Joan Guillem d'Orange-Nassau. En la segona dècada del segle xviii, Schickhardt va viure a Hamburg, on el musicòleg Andrew D. McCredie creu que va formar part de l'Òpera d'Hamburg a Gänsemarkt com a flautista o oboista. Hi ha proves que suggereixen que, a la dècada de 1720, Schickhardt podria haver tocat ocasionalment l'oboè amb l'orquestra de la cort de Leopold d'Anhalt-Köthen, que també donava feina a Johann Sebastian Bach. Cap a la dècada de 1740, hi ha registres que col·loquen Schickhardt a la Universitat de Leiden com a estudiant, i a la seva mort el 1762, la universitat el va descriure com a "mestre de les arts musicals i membre de l'Acadèmia", encara que no ha quedat cap més registre de la seva activitat musical a Leiden.

## Obra
En la primera meitat del segle xviii, es van publicar força obres seves a les editorials d'Estienne Roger i Le Cène a Amsterdam, sobretot música de cambra amb flauta dolça contralt. Se sap que com a mínim se'n van publicar 30 col·leccions d'obres musicals, algunes de les quals no s'han conservat. Es pot trobar un catàleg de les obres publicades i manuscrites de Schickhardt a l'article de David Lasocki. Amb la recuperació de la flauta dolça contralt a principis del segle xx, es va desenvolupar un gran interès en ampliar-ne el repertori i es van fer noves edicions d'algunes de les obres de Schickhardt. Avui en dia se'l coneix sobretot per les seves obres per a flauta dolça.
Les composicions de Schickhardt inclouen sonates per a flauta dolça solista i baix continu (op. 1, op. 17 and op. 23) així com sonates per trio de dues flautes i baix continu (op. 16). Apart d'aquestes, també hi ha composicions que se situen entre els estils musicals de cambra i de concert a més gran escala, com per exemple els seus concertos op. 19, 6 (C,d,G,F,e,c) per a quatre flautes i baix continu i les seves sis sonates (Op. 22) per a dues flautes, oboè, i baix continu. També es poden trobar algunes obres curtes de Schickhardt a The Compleat Tutor to the Hautboy, un manual d'oboè publicat per Walsh and Hare cap a 1715. A més, Schickhardt va crear un concert per flauta en sol menor i L'Alphabet de la musique (op. 30, c. 1735), que conté sonates en els 24 tons.

## Llista d'obres[6]
Obres editades
- Opus 1: Set sonates per a flauta dolça contralt i baix continu
- Opus 2: Set sonates per a oboè o violí i baix continu
- Opus 3: Set sonates per a flauta dolça contralt i baix continu
- Opus 4: [Sis?] sonates per a 2 flautes dolces contralt i baix continu
- Opus 5: Sis sonates per a flauta dolça contralt, 2 oboès o violins, viola da gamba i baix continu
- Opus 6: Sis sonates per a 2 flautes dolces contralt i baix continu
- Opus 7: Dotze sonates per a 2 oboès or violins i baix continu
- Opus 8: Sis sonates per a violí o oboè i baix continu
- Opus 9: Sis sonates per a 2 flautes dolces contralt (basso continuo ad libitum)
- Opus 10: Sis sonates per a 2 oboès o violins o flautes (basso continuo ad libitum)
- Opus 11: Recueil de Menuets à un dessus & Basse continue - una col·lecció de minuets per a un instrument melòdic i baix continu.
- Opus 12: Mètode de Flauta Dolça (inclou 42 Aires per a 2 flautes dolces)
- Opus 13: Sis concertos per a 2 Violins, 2 oboès o violins i baix continu
- Opus 14: Sis sonates per a flauta dolça contralt, oboè o violí, viola da gamba i baix continu
- Opus 15: Mètode d'Oboè (inclou Aires per a 2 oboès)
- Opus 16: Dotze sonates per a 2 flautes dolces contralt i baix continu
- Opus 17: Dotze sonates per a flauta dolça contralt i baix continu
- Opus 18/1: Una collecció d'Aires per a flauta dolça contralt
- Opus 18/2: Una collecció de 146 Aires per a flauta dolça contralt
- Opus 19: Sis concertos per a 4 flautes dolces contralt i baix continu
- Opus 20/1: Sis sonates per a flauta o oboè o violí i baix continu
- Opus 20/2: Sis sonates per a flauta o oboè o violí i baix continu
- Opus 21: Airs spirituels des Luthériens per a 2 flautes dolces contralt i baix continu
- Opus 22: Sis sonates per a 2 flautes dolces contralt, oboè i baix continu
- Opus 23: Dotze sonates per a flauta dolça contralt i baix continu
- Opus 24: Sis sonates per a flauta dolça contralt i baix continu
- Opus 25: Sis sonates per a violí i baix continu
- Opus 26: Sis sonates per a 2 flautes dolces contralt
- Opus 30: L'Alphabeth de la musique - 24 sonates per a flauta o violí o flauta dolça contralt i baix continu
- Diverses peces per a flauta dolça, oboè i dues flautes dolces a: The Compleat Tutor to the Hautboy (London: Walsh & Hare, ca. 1715), The Compleat Flute Master... (London, Bennett, ca. 1760) i Aires per a 2 flautes dolces contralt per Gasparo Visconti, 2nd edition "augmented by several pieces by Schickhardt"

Obres conservades en forma de manuscrit
Autògrafes
- Concert en sol per a flauta dolça contralt amb 2 oboès, 2 violins, viola, violoncel, baix i baix continu
- Suite en fa per a violí, 2 oboès i 2 flautes dolces contralt amb 2 violins, viola, violoncel, baix i baix continu

Altres obres en manuscrit
- "Sonata de Monr: Schicard" en re per a un instrument melòdic (flauta dolça contralt?) i baix continu
- Sonata per a flauta dolça contralt i baix continu i una sonata per a violí i baix continu
- Sis sonates per a trio amb 2 flautes dolces contralt i baix continu

Arranjaments
- Dotze sonates per a 2 violins i baix continu, Opus 1, by Giovanni Battista Tibaldi, arranged by Schickhardt for 2 alto recorders and basso continuo
- Sis concertos per a 2 flautes dolces contralt i baix continu, arranjades per Schickhardt a partir dels Concerti Grossi Opus 6 d'Arcangelo Corelli